# Seigneurie de Châteauvillain
La seigneurie de Châteauvillain était une institution médiévale centrée sur le château de Châteauvillain en Haute-Marne, Grand-Est.

## Les origines
L'origine de Châteauvillain est inconnue mais sa première trace remonte à 852 comme l'atteste la découverte en 1836, lors du démantèlement de la cour du château, de pièces de monnaie frappées de l'inscription « Karolus II, imperator » et portant la date de 852. Une autre preuve indirecte de l'existence de Châteauvillain est donnée dans une charte datée de 949 d'Achard, évêque de Langres, à l'intention de Dagobert, seigneur de Fontettes et d'Essey, localités situées près de Châteauvillain, qui l'autorisait à donner des terres à une abbaye proche : "Anno Ludovici Regis XIV, nempe Christi 949, novembris 18, Archardus episcopus, Henrici successor, nobili cuidam fideli suo, Dagoberto, velut ex indulgentia concessit ut praedia quaedam ex iis, quae apud Fontetas et Esceyum possidebat".
La « Décade historique » de Vignier donne une origine pittoresque au nom de la ville ; il y explique qu'elle s'appelait anciennement « Château-Gentil à l'Arbre d'or » et qu'on trouvait une représentation en peinture et relief des armoiries de la ville accolées à la représentation d'un arbre doré dont les branches portaient la devise « l'Arbre-d'Or ». Un seigneur de Château-Gentil avait enlevé une princesse de force ; son forfait l'ayant obligé à se réfugier en Espagne, sa seigneurie fut confisquée et en punition le nom fut changé en « Château-Villain ». Pour garder le souvenir de ce crime un poteau de fer fut planté au milieu de la place du château et il y resta jusqu'en 1566.

## Hôpitaux, religion et foires
Avant 1260, date de l'affranchissement des habitants par Jean Ier de Châteauvillain, la ville comptait cinq hôpitaux dont l'un, nommé « les Bons-Hommes » ou « Macherets », fondé en 1184, se situait à l'écart de la ville et était destiné à recueillir les voyageurs et les pèlerins. Les quatre autres établissements hospitaliers se nommaient « l'Hôtel-Dieu », « la Maison-Dieu », tous deux à l'intérieur de la ville, et « l'hôpital des lépreux » situé au lieu-dit « la Trinité » où se trouve maintenant la « chapelle de la Trinité » et « la Maison du Saint-Esprit ». En plus de ces édifices, la ville comptait un chapitre de chanoines, une communauté de religieuses de Sainte-Élisabeth et un couvent d'hommes. Dès 1190, une chapelle fondée par Hugues III de Broyes, existait au château ; en 1260 elle était érigée en collégiale.
Depuis le XIIIe siècle des foires et des marchés existaient à Châteauvillain, comme le prouve une charte stipulant que « Adelinette de Criancei, damoiselle à la noble fame Jehanne, dame de Chatiauvilain et Lusey, donne au chapitre deus souls de provens, fors de Champaigne, à panre chascun touz jourz mais en la foire de Saint-Berchaire és deniers que le sire de Chatiauvilain lui doit ». Un autre document daté de 1270 cite la « foire de Chastiauvillain » lors de laquelle Jean de Chateauvillain devait cinquante sous au curé Renaut. Enfin, à la même époque il existait une rue du marché, située « derrière les halles ». Trois autres foires sont obtenues par la ville en 1625 et fixées au 25 avril, 10 août et 6 décembre.

## Fortification de la ville
Du fait de sa position sur la frontière entre deux États, la ville de Châteauvillain dut très tôt se fortifier. En 1351 les seigneurs avaient organisé une compagnie d'arbalétriers composée d'hommes volontaires, dispensés pour leur peine des corvées envers la ville. En 1364 ces soldats s'organisèrent en une confrérie ayant pour patron saint Thomas de Canterbury, et firent ériger une chapelle en son honneur dans l'église Notre-Dame.
Cette petite armée venait en complément du dispositif défensif construit dès 1251 et décrit dans la charte d'affranchissement, où il est dit que la ville comporte des forteresses et une double enceinte : « Nous voulons pour nous et nos hoirs que toutes laes maisuns, les appendices et les places, li meis, li cortis et li jardin qui sont dedenz Chastiau-Villain et de forz joignant à nos murs et à nos foussés... ils (les habitants) sont tenus au relevé et au mond lou leu à lou constanges ; et tuil li postiés de nos fourtereces ou qu'il se demorront...et se nous avons guerre ouverte ils sont tenus au murer à lour propres depens touz les diz postiz toutes les fois qu'il en seront requis... ».
Le mur d'enceinte de la ville était percé de plusieurs portes avec pont-levis « tuit cil ou toutes celles de la franchise... seront quittes et de toutes autres corvées fors de la refection des pons de Châtiau-Vilain, lesquex ils doivent faire au tour et soutenir et nous leur devons bailler marrien et bois suffisant ».
À cette époque la ville comptait douze cents feux « et lors, ladite ville de Chastelvillain estoit et a esté jusques aux guerres de ce royaume tréffort peuplée et habundant, et y avoit de huit à douze feuz ou mesnages... ». Malgré ces fortifications, la ville fut presque entièrement détruite en 1425 et en 1562 et pour finir la peste décima les derniers habitants en 1578.

## Généalogie des sires de Châteauvillain
Armes : Un écusson de gueules à un lion d'or semé de billettes du même.
Simon Ier de Châteauvillain, dit « le Jeune » (? - 1259/60), seigneur de Châteauvillain, d'Arc-en-Barrois, Baye, Neelle et Villenose. Il est le fils Hugues III de Broyes et d'Isabelle de Dreux, dame de Baudement, fille de Robert Ier de Dreux. Le duc Hugues IV de Bourgogne lui confie la maison-forte de Courcelles ainsi que quarante pieds de terre, à charge de la "fermer et y faire des fossés" ("donum de Corcellis... et etiàm usque XL pedes circa distam domum pro clausura vel fossatis ibidem fovendis").
Mariage et succession :

Il épouse Alix de Semur, avec qui il a :
- Jean Ier, qui suit ;
- Agnès (? - vers 1256), dame de Villenauxe ; épouse Guillaume III, comte de Joigny[5] ;
- Jeanne, épouse Guillaume de Loisy ;
- Marie, épouse Thiébaud [II/III] de Neuchâtel-Bourgogne.

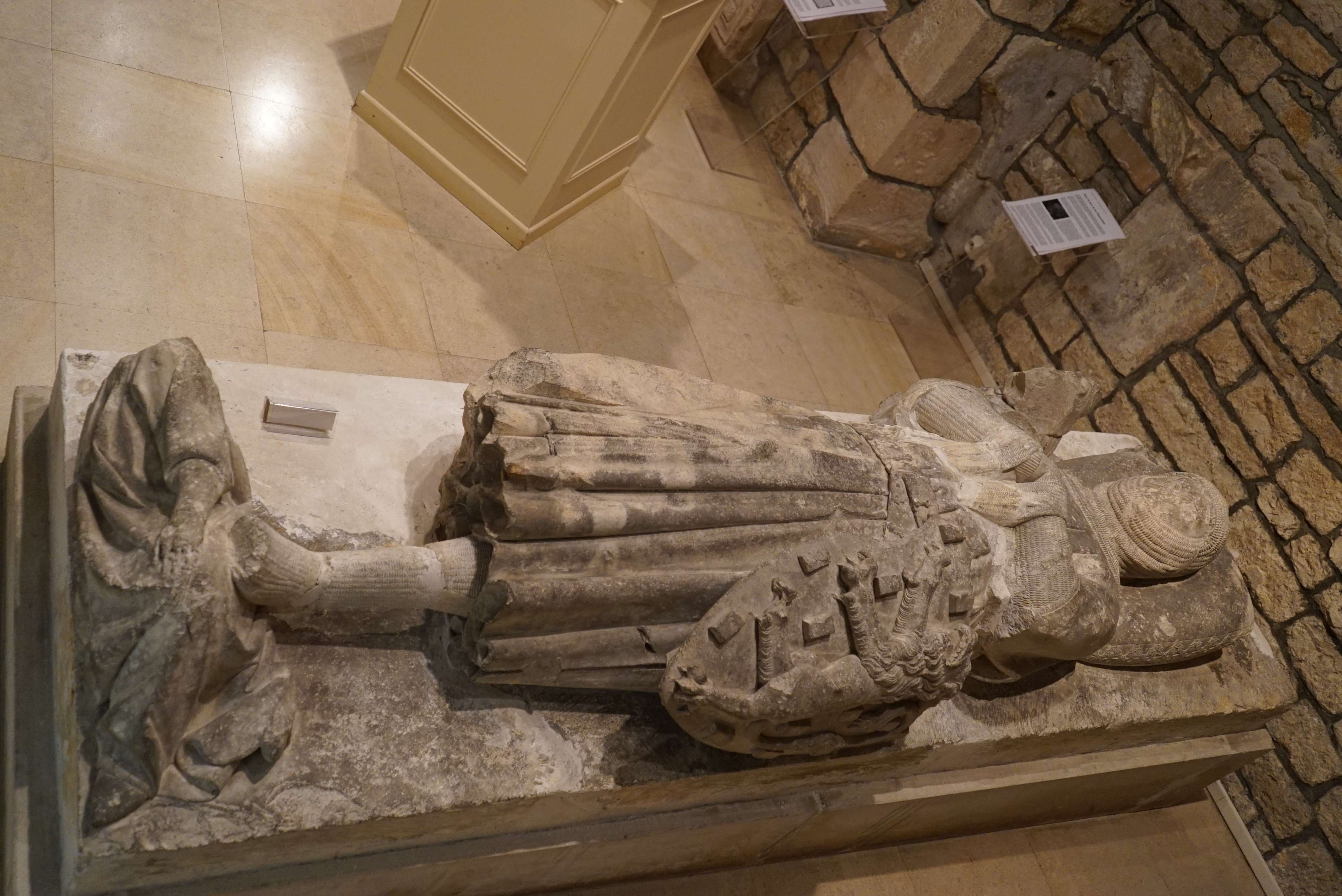
Jean dit l'aveugle.

Jean Ier de Châteauvillain (? - 1313), chevalier, seigneur de Châteauvillain, Arc-en-Barrois, Baye, Pleurs, Luzy, Semur-en-Brionnais, Uchon et Bourbon-Lancy.
Mariages et succession :

Il épouse en premières noces Jeanne, fille de Gui de Milly et d'Agnès de Reynel, puis en secondes noces Jeanne (1245 - ?), dame de Semur-en-Brionnais, de Luzy, de Bourbon-Lancy et d'Uchon, fille de Simon de Semur et d'Isabelle de Beaujeu. Du premier mariage il a :
- Simon II, qui suit ;
- Guyot/Guy (? - 1288), fonde la branche de Luzy (voir plus bas) ;
- Jean (? - 2 avril 1312/13), seigneur de Pleurs, évêque de Châlons de 1284 à 1313, comte de Châlons et pair de France ;
- Alix (? - juin 1334), dame de Troisseres, religieuse à Montigny-dessous-Til.
- Marguerite (? - 25 octobre 1297), qui épouse Jean Ier de Montfaucon, seigneur de Montfaucon, d'Orbe et d'Échallens. Sans postérité.

Simon II de Châteauvillain (? - 28 juin 1305), seigneur de Châteauvillain et d'Arc-en-Barrois dès 1282, de Bremur, de Valbruant, de Courcelles, de Giey, de Cour-l'Evêque, de Montribourg et de Créancey.
Mariage et succession :

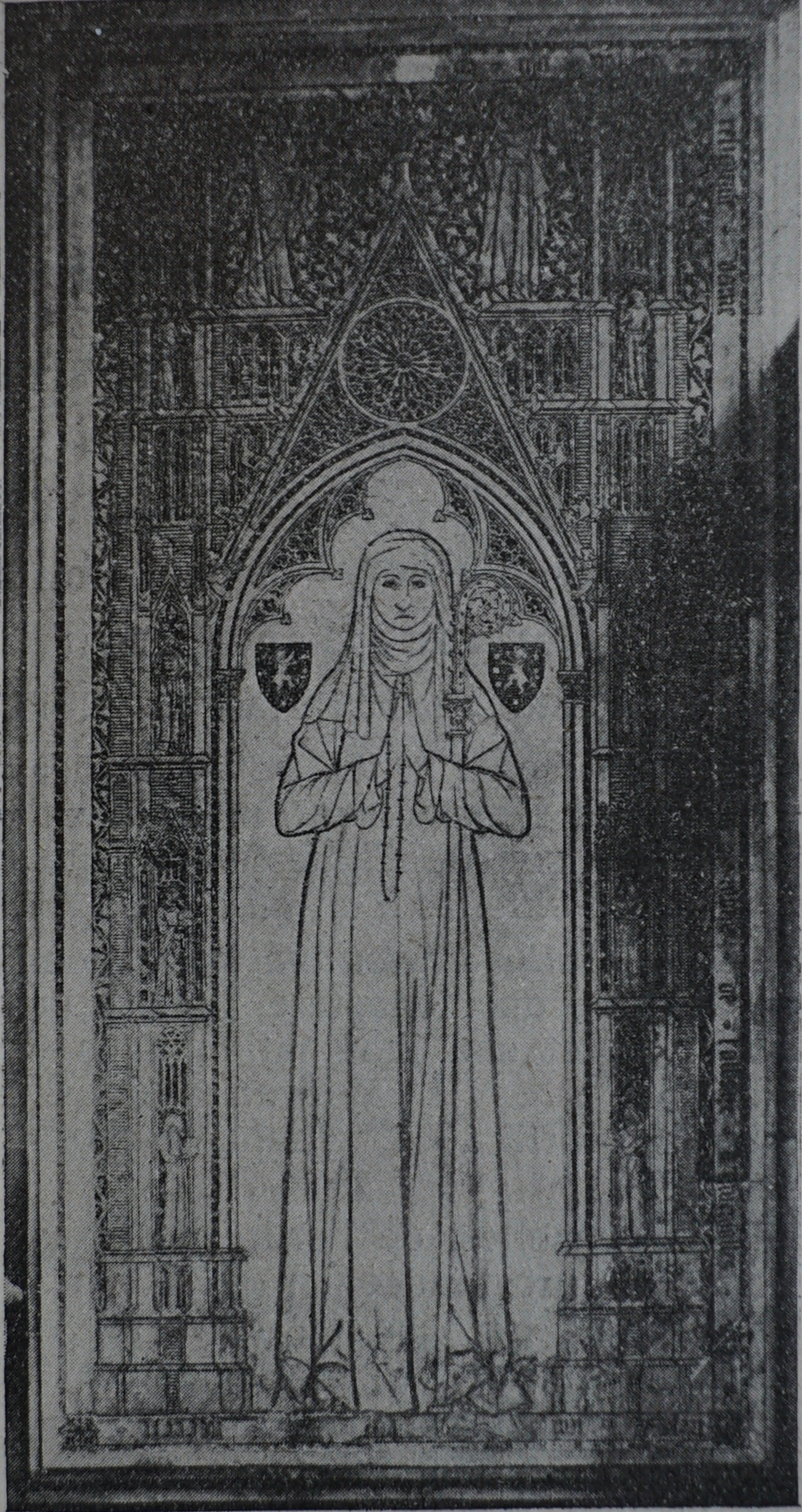
Margerite abbesse d'Argensolles.

Il épouse en 1285 Marie de Dampierre (? - 1297), fille de Gui de Dampierre et de Mahaut de Béthune, avec qui il a :
- Jean II, qui suit ;
- Hugues (? - après 1314), seigneur de Pleurs et de Baye : branche de Pleurs et de Baye (voir plus bas) ;
- Guy, clerc ;
- Simon (? - 8 janvier 1335), évêque de Châlons de 1328 à 1335], comte de Châlons et pair de France ;
- Guillaume, seigneur de Boissy ;
- Robert, religieux ;
- Jeanne (? - 1313) ;
- Marguerite (? - 1351) abbesse d'Argensolles.

Jean II de Châteauvillain (? - 1312), seigneur de Châteauvillain, d'Arc-en-Barrois et de Giey.
Mariage et succession :

Il épouse Marie, fille de Jean II de Pierrepont et de Jeanne de Dreux, avec qui il a :
- Jean III, qui suit ;
- Guillaume (? - 17 avril 1352), seigneur de Pleurs et de Courcelles. Il épouse Blanche (? - 1372), dame de Puits, fille de Girard de Châtillon-en-Bazois et de Guillemette de Couches ; tige des seigneurs d'Arc-en-Barrois de la Maison de Vienne-Listenois au XVIe siècle par leur fille Marie, femme de Jean de Ray, † 1394. (cf. les articles Cusance-branche de Flagy et amiral de Vienne > Postérité, Guillaume II-III)

Jean III de Châteauvillain (1300/01 - 1355), seigneur de Châteauvillain, d'Arc-en-Barrois, de Pleurs et de Neuilly.
Mariage et succession :

Il épouse en 1321 Marguerite (? - avant 1353), dame de Villeneuve, fille de Miles de Noyers et de Jeanne de Dampierre, avec qui il a :
- Jean IV (? - Poitiers 19 septembre 1356) ;
- Jeanne, qui suit ;
- Marie (? - février 1367), dame d'Arc-en-Barrois et de Nully, épouse Jean II de Bourgogne (1350 - 6 décembre 1373), seigneur de Montaigu ; sans postérité survivante.

Jeanne de Châteauvillain (? - 1389), dame de Châteauvillain, de Thil-en-Auxois, de Marigny et de Saint-Georges.
Mariages et succession :

Elle épouse en premières noces en 1345 Jean de Thil, seigneur de Thil ; en secondes noces vers 1355/1358 Guillaume de Chalon-Auxerre (? - 1360), seigneur de Chavannes et Dramelay ; en troisièmes noces en 1360 Hugues de Vienne de Saint-Georges (1330 - 1361/62 ; cf. l'article Sainte-Croix) ; en quatrièmes noces en 1362 Arnaud de Cervole dit l'Archiprêtre (1300 - 1366) ; en cinquièmes noces Enguerrand d'Eudin chevalier, seigneur de Châteauvillain (? - 7 mars 1391). Elle a :

De Jean Ier de Thil-en-Auxois :
- Jean II de Thil (1346-1420), qui suit ;

D'Hugues de Vienne :
- Éléonore, épouse Hugonin de Marmont ;
- Guillaume de Vienne (1361/1362 - 1437), seigneur de Saint-Georges et Sainte-Croix. Il épouse en premières noces Louise, fille d'Humbert VII de Thoire, puis en secondes noces le 9 juillet 1400 Marie (? - 1360), dame de Bussy, fille de Béraud II dauphin d'Auvergne et de Marguerite de Blois-Champagne, comtesse de Sancerre ; tige des seigneurs d'Arc-en-Barrois de la Maison de Vienne au XVe siècle ;

D'Arnaud de Cervole :
- Philippe de Cervole
- Marguerite, épouse de Jacques de Jaucourt de Dinteville le Jeune, petit-fils de Jean III de Dinteville et oncle de Bénigne de Dinteville dame de Commarin

D'Enguerrand d'Eudin :
- Jeanne d'Eudin, qui épouse Louis d'Abbeville de Boubers et Jean II de Menon.

Jean IV de Châteauvillain, nommé aussi "Jean II de Châteauvillain" (1350 - 1419), seigneur de Châteauvillain et de Thil-en-Auxois.
Mariage et succession :

Il épouse Jeanne (1350 - 1423), dame de Louvois, fille d'Eudes VII de Grancey et de Yolande de Bar-Pierrepont, avec qui il a :
- Guillaume, qui suit ;
- Bernard, qui suit ;
- Marie (? - 1449), dame de Louvois, épouse le 27 septembre 1396 Amé Ier de Sarrebruck-Commercy ;
- Yolande, épouse le 23 mai 1405 Jean IV d'Aumont, seigneur de Chappes ;
- Isabelle, épouse en premières noces Jean d'Aumont et de Chappes, puis en secondes noces Guy de Barbara.

Guillaume de Châteauvillain (? - 1439), seigneur de Châteauvillain, de Thil-en-Auxois, de Grancey, de Pierrepont et de Nueilly, conseiller et chambellan du roi Charles VI de France, grand chambrier de France.
Mariages et succession :

Sa première épouse est inconnue. Il épouse en secondes noces en 1433 Isabeau, fille de Guy VI de La Trémoille et de Marie de Sully. Il a :

Du premier mariage :
- Jeanne (? - 4 décembre 1411) ;
- Marie (? - 4 décembre 1411) ;

D'une relation hors mariage il a :
- Bernard, "bâtard de Châteauvillain", seigneur de Courtenoiges et de Villers-Monroyer ;
- Robert, "bâtard de Châteauvillain", seigneur de Breuiande et de Briel.

Bernard de Châteauvillain (? - 16 septembre ou 4 décembre 1452), seigneur de Châteauvillain, de Thil-en-Auxois, de Grancey, de Pierrepont, de Marigny et de Neuilly.
Mariage et succession :

Il épouse Jeanne de Saint-Clair "dite de Vez", avec qui il a :
- Jean V, qui suit ;
- Bonne-Jutta (? - 9 août ou 9 septembre 1474), dame de Boussenois, épouse en 1437 Thiébaud IX de Neuchâtel-Bourgogne (1412 - 1469).

Jean V de Châteauvillain (? - 16 avril 1497), seigneur de Châteauvillain, de Thil-en-Auxois, de Grancey, de Pierrepont, de Marigny et de Neuilly.
Mariage et succession :

Il épouse Louise, fille de Nicolas Rolin chancelier de Bourgogne et sire de Ricey-le-Bas, et de Guigonne de Salins-la-Tour, avec qui il a :
- Jean VI, qui suit ;
- Charles, épouse Anne de Bourmont ;
- Jacques, seigneur de Couprey.

Jean VI de Châteauvillain (? - 11 avril 1504), seigneur de Châteauvillain, de Thil-en-Auxois, de Grancey, de Pierrepont et de Neuilly.
Mariage et succession :

Il épouse en 1478 Marie (? - 4 novembre 1490), fille de Robert VII d'Estouteville et d'Amboise de Loré, avec qui il a :
- Jacques (? - 17 août 1507), qui n'eut pas d'enfants ;
- Anne, qui suit.

Anne de Châteauvillain, dame de Châteauvillain et de Grancey.
Mariages et succession :

Elle épouse en premières noces Jacques le Jeune de Dinteville des Chenets/d'Echenay, sgr. de Dammartin/Dommartin (-sur-Meuse ?), Grand-Veneur, avec qui elle n'eut pas d'enfant ; puis en 1508, en secondes noces et comme sa 2e femme, Marc de la Baume, comte de Montrevel (vers 1475 - après le 3 août 1527), vicomte de Ligny-le-Chatel, avec qui elle a :
- Anne de La Baume-Montrevel, dame de la Cour, d'Arcenay et de Grancey, épouse en premières noces Pierre III-IV d'Aumont (veuf de Françoise de Sully ; sans postérité d'Anne), puis en secondes noces en 1526 ou 1534 Jean de Hautemer : d'où le maréchal Guillaume de Fervaques de Grancey ;
- Jean, baron du Fay ;
- Marie ;
- Joachim, qui suit ;
- Catherine de La Baume-Montrevel (vers 1510 - ?), épouse Jacques d'Avaugour-Courtalain avec qui elle a Jean d'Avaugour, qui suivra.

Joachim de la Baume (? - avant 1556), Ier comte de Châteauvillain, seigneur de Grancey, du Fay, de Selongey, de Gemeaux, de Thil-en-Auxois, de Marigny, de Milly, de la Roche-Vannel. Titré comte de Châteauvillain par le roi Henri II.
Mariage et succession :

Il épouse le 2 janvier 1534 Jeanne (° vers 1514 - † après 1579), dame d'honneur de Catherine de Médicis en 1579, fille de Nicolas de Moÿ et de Françoise de Tardes, avec qui il a Antoinette, qui suit.
Antoinette de la Baume (? - 4 septembre 1572), comtesse de Châteauvillain.
Mariage et succession :

Elle épouse Jean III  d'Ailly d'Annebault (1540 - 1562), baron de Retz, seigneur de Machecoul, d'Annebault et de La Hunaudaye, commandeur de l'ordre de Saint-Michel et amiral de France, avec qui elle a Diane (? - 23 décembre 1560). Sans héritier, cette dernière désigne son cousin Jean d'Avaugour comme successeur.
Jean d'Avaugour (? - 14 septembre 1572), seigneur de Courtalain, dernier comte héréditaire de Châteauvillain, baron de Grancey. Le comté passe à Louis d'Adjacette par acquisition.
Mariage et succession :

Il épouse en 1570 Antoinette (~ 1550 - 1608), comtesse de Châteauvillain, dame d'honneur de Catherine de Médicis de 1573 à 1578 puis en 1583, dame d'honneur de Louise de Lorraine-Vaudémont en 1580, fille de Gilles de la Tour d'Auvergne et de Marguerite de la Cropte. Il n'y a pas d'enfants de cette union.
Louis d'Adjacet ou "Luigi Cattani da Diacceto" (? - 26 avril 1593), comte de Châteauvillain par acquisition, surintendant de Catherine de Médicis [mais l'aînée des sœurs de Jean d'Avaugour, Jacqueline d'Avaugour, hérite de Courtalain, Bois-Ruffin et Lauresse, et conserve sans doute des droits sur Châteauvillain dont elle relève en tout cas le titre comtal : elle marie en 1550 Pierre de Montmorency-Fosseux, 1er marquis de Thury, baron de Fosseuse et Fosseux],
Mariage et succession :

Il épouse à Paris le 11 février 1580 Anne d'Aquavive (vers 1551 - après 1593), dite "mademoiselle d'Atri", duchesse d'Astri et d'Amalfi, princesse de Melfi (royaume de Naples), fille d'honneur de Catherine de Médicis en 1589, fille de Gian francesco Acquaviva d'Aragona et de Susanna Camilla Caracciolo, avec qui il a :
- Scipion, qui suit ;
- Angélique (? - 22 octobre 1635), épouse le 23 octobre 1600 Claude d'Anglure.

Se fait construire en 1574 un hôtel particulier rue Vieille-du-Temple à l'emplacement de l'actuel Espace des Blancs-Manteaux. Cet hôtel devient en 1594 la propriété de François d'O ministre de Henri IV, est acquis par les Religieuses hospitalières de Saint-Gervais puis est détruit vers 1800 pour construire le marché des Blancs-Manteaux.
Scipion d'Adjacet ou "Scipion d'Aquavive d'Adjacette" (? - 1648), comte de Châteauvillain à partir de 1617. Ayant fait une carrière ecclésiastique il vend le comté à Nicolas de L'Hospital, acquéreur en 1622 du marquisat d'Arc-en-Barrois.
Mariage et succession :

Il épouse Geneviève, fille d'Octavien Dony et de Valence de Marillac, avec qui il a Joseph (? - 1648), comte de Châteauvillain.

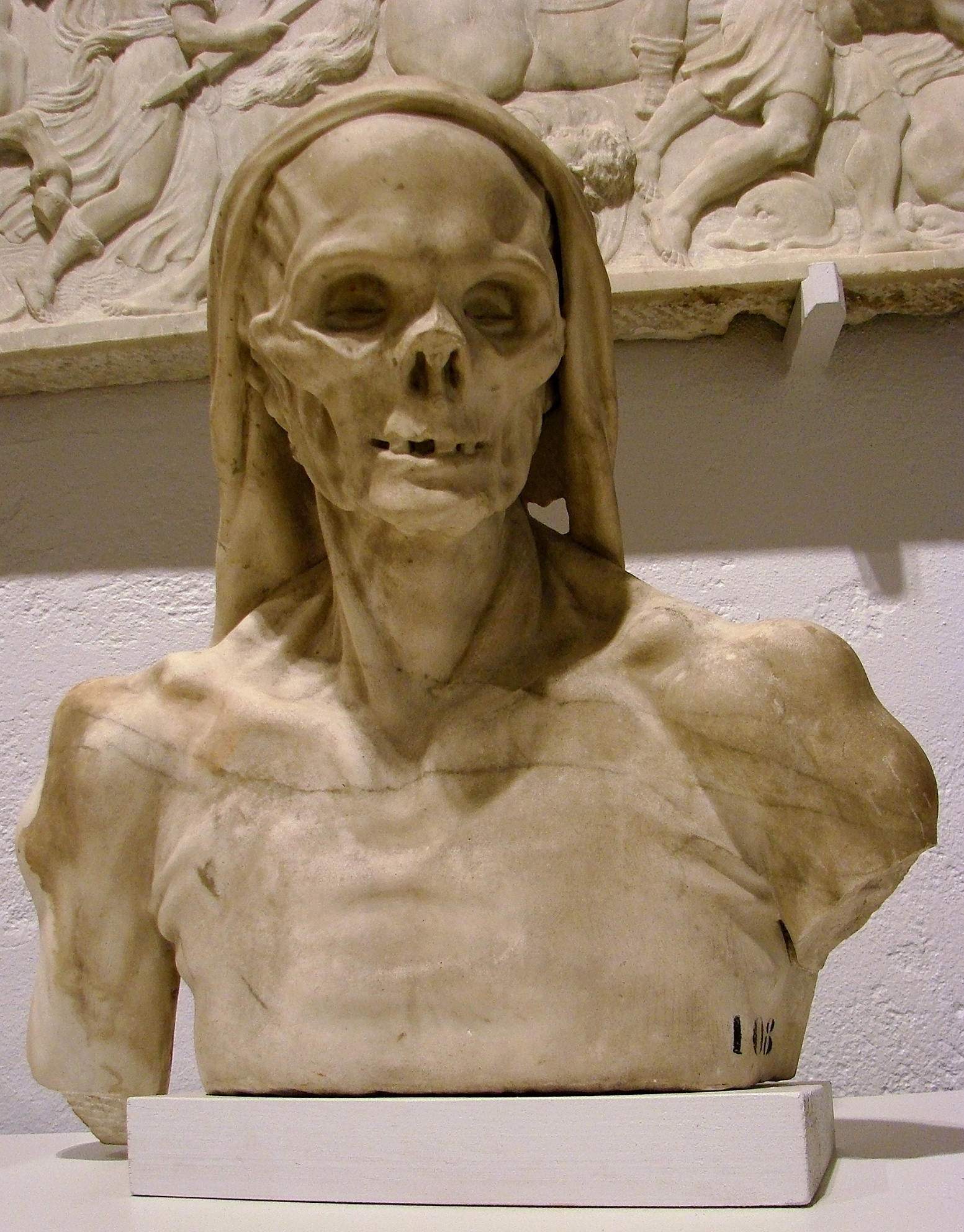
Fragment de tombeau de Nicolas l'Hospital.

Nicolas de L'Hospital (1581 - 1644), maréchal de France, duc de Vitry (duché sis à Châteauvillain et Arc-en-Barrois), comte de Châteauvillain et marquis d'Arc-en-Barrois par achats respectifs en 1620 et 1622, seigneur de Nandy, Coubert et Vitry-en-Brie. Il entamera la reconstruction du château en 1610 qui ne sera jamais achevé.
Mariage et succession :

Il épouse Lucrèce-Marie Bouhier, veuve de Louis de La Trémoille, avec qui il a François-Marie.
François-Marie de L'Hospital (~ 1620 - Paris le 9 mai 1679), duc de Vitry, comte de Châteauvillain, il fait clore le parc du château.
Mariage et succession :

Il épouse le 24 mai 1646 Marie-Louise-Élisabeth-Aimée (vers 1628 - † Paris le 27 mai 1684), fille de Claude Pot et de Louise Henriette de la Châtre, avec qui il a :
- Louis-Marie-Charles (1653 - Paris le 20 novembre 1674), comte de Châteauvillain ;
- Nicolas-Jean, mort jeune ;
- Marie-Françoise-Élisabeth (vers 1660 - 20 octobre 1694), épouse le 28 février 1680 Antoine Philibert de Torcy.

À partir des L'Hospital ducs de Vitry, le comté de Châteauvillain et le marquisat d'Arc-en-Barrois retrouvent un destin commun : vente en 1679 à Jean-André comte de Morstein (Jan Andrzej Morsztyn), ambassadeur de Pologne en Suède puis en France, père de Michel-Adalbert de Morstein comte de Châteauvillain († 1695, époux en 1693 de Marie-Thérèse d'Albert de Luynes fille du duc Charles-Honoré). Les Morstein les cédèrent vers 1693 ou 1699/1700 à Louis Alexandre de Bourbon (1678-1737), comte de Toulouse et amiral de France, fils naturel de Louis XIV. Son fils Louis Jean Marie de Bourbon (1725-1793), duc de Penthièvre, hérita des domaines qui formèrent, sous les Bourbon-Toulouse-Penthièvre, le duché de Châteauvillain, duché-pairie en 1703. Par la fille du duc de Penthièvre, Louise-Marie-Adélaïde, duchesse d'Orléans par son mariage avec Philippe-Égalité et mère de Louis-Philippe, les domaines d'Arc et Châteauvillain passèrent aux Orléans.

## Pour approfondir